# Cung điện Augustin
Cung điện Augustin (Tiếng Tây Ban Nha: Palacio Augustin) là một cung điện nằm ở Vitoria, Tây Ban Nha, Álava, Tây Ban Nha, ở Fray Francisco promenade, 8. Cung điện được xây dựng năm 1912 bởi kiến trúc sư Julián de Apraiz và Javier Luque, các nhà thiết kế của nhà thờ chính tòa mới của Vitoria-Gazteiz.
Cung điện hiện tại là một bảo tàng mỹ thuật. Bảo tàng này chứa nghệ thuật Tây Ban Nha từ thế kỷ 17 đến thế kỷ 20 cũng như xứ Basque từ 1850 đến 1950. Cung điện được công nhận là Bien de Interés Cultural năm 1962.

## Kiến trúc
Cung điện Augustin được biết là một ví dụ điển hình của Historicism (nghệ thuật), liên quan đến nhiều dạng phong cách và các ảnh hưởng. Cung điện có tầng trệt vuông với khu vườn rộng bao quanh.
Cung điện gồm một tầm hầng và 3 tầng. Có 2 góc nhỏ trước mặt tiền trước và bên mặt tiền trái.